# Kultur (Archäologie)
Als archäologische Kultur wird in erster Linie ein räumlich und zeitlich begrenzter Ausschnitt der materiellen Kultur bezeichnet. Sie bezeichnet also keineswegs kulturelle oder soziopolitische Entitäten, auch wenn die kartografische Verarbeitung dies suggeriert. Die Abgrenzung erfolgt in den meisten Fällen willkürlich und wird, wenn sie sich in der Forschung durchsetzt, als Konvention benutzt.

## Abgrenzungen
TechnokomplexDie früher gerne als Kultur bezeichneten Großkomplexe der ur- und frühgeschichtlichen Archäologie werden heute gewöhnlich als „Technokomplex“ bezeichnet. Allenfalls im Neolithikum oder später verwendet man noch den Kultur-Begriff.
Assemblage, InventarAssemblage nannte man früher oft bei Grabungen eine Ansammlung bestimmter Fundobjekte, z. B. Keramikformen und Geräte, die in festen Komplexen auftreten. Sie wird heute gewöhnlich als Inventar bezeichnet, mitunter auch bei großräumigerer Ausdehnung als „Industrie“.
IndustrieAls Industrie ist in der modernen Urgeschichts-Archäologie die Ansammlung eines engeren Komplexes von übereinstimmenden Assemblagen von z. B. in bestimmter Technik bearbeiteten Feuersteingeräten definiert. (Faustkeilindustrie)
Gruppe, TechnokomplexIn der Ur- und Frühgeschichtsarchäologie nennt man manchmal so eine nur durch eine Reliktgruppe (wie Keramik) bestimmbare Fundsituation, die noch nicht die Grenze zu einer übergeordneten Systematik überschreitet, die im Neolithikum mitunter auch als „Kultur“ bezeichnet wird. Diese Grenze ist allerdings fließend (La-Hoguette-Gruppe) und wird von den einzelnen Forschern unterschiedlich gezogen. Meist wird hier aber modern der Begriff „Industrie“ verwendet.
Als Klassifikationseinheit war die archäologische Kultur früher ein unentbehrliches Hilfsmittel für die Arbeit des Archäologen. Der Begriff wird heute allerdings nur noch zur vorläufigen Einordnung als Arbeitshypothese verwendet und ist inzwischen vor allem in der Ur- und frühgeschichtlichen Terminologie und Systematik und hier insbesondere für das Paläolithikum durch den neutralen, kulturgeschichtlich unbelasteten Begriff „Technokomplex“ ersetzt worden.

## Kulturwechsel
Um eine Einwanderung archäologisch feststellen zu können, müssen innerhalb eines Kulturgebietes fundamentale Veränderungen (Keramik, Hausbau) in der Sachkultur und Ökonomie wahrzunehmen sein, vorzugsweise verbunden mit Hinweisen auf das Herkunftsgebiet der Migranten.
Nach E. Drenth und Eric Lohof ist jedoch generell von kultureller Kontinuität (sowie von Immobilität) auszugehen. Mit der Verfeinerung der Chronologie des Neolithikums und der Bronzezeit während der letzten Jahrzehnte ist das Bewusstsein gewachsen, dass eine archäologische Kultur nach der bekannten von Vere Gordon Childe aufgestellten These, einen inhärent dynamischen Charakter hat, so dass kulturelle Änderungen in der Regel nicht als Folge von Migration erklärt werden können.

## Versuch einer kommentierten Definition
Unter materieller Kultur werden alle beobachtbaren Ergebnisse menschlichen Handelns verstanden – wobei die Archäologie besonderes Augenmerk auf Bodenfunde legt. Zur materiellen Kultur gehören z. B. Töpfe und Gewandnadeln, aber auch Verzierungsmuster, Hausgrundrisse oder die Art und Weise wie Gräber angelegt oder Tote gebettet sind. Diese Merkmale sind einer zeitlichen Entwicklung unterworfen und treten in geographisch begrenzten Gebieten unterscheidbar auf. Außerdem lassen sich Korrelationen zwischen bestimmten Merkmalen beobachten, auch wenn diese Merkmale einander technisch nicht bedingen. So können z. B. zu einer bestimmten Zeit in einem bestimmten Gebiet Keramikstil X mit Hausform Y zusammen vorkommen. Solche Korrelationen mehrerer Merkmale bilden die Grundlage für die Beschreibung archäologischer Kulturen. Konventionen über eine evtl. Mindestzahl derart korrelierter Merkmale bestehen nicht.
Die zeitliche Entwicklung der Merkmale hat zur Folge, dass sich archäologische Kulturen chronologisch untergliedern lassen – oft geschieht dies durch Beschreibung einer „Anfangs-“, einer „Übergangs-“ und einer „Endphase“. Andererseits wird bei einer großteils ungebrochenen Entwicklung klar, dass die zeitliche Grenzziehung zwischen aufeinander folgenden archäologischen Kulturen rein willkürlich erfolgt. Häufig werden „kleinere“ Brüche in der Entwicklung, etwa das Auftreten eines neuen Keramiktyps oder der Wegfall eines anderen als zeitliche Grenze zwischen Kulturen definiert. Eine zeitliche Mindest- oder Maximalgröße existiert nicht, so überspannt z. B. die Jōmon-Kultur in Japan über 10.000 Jahre, die neolithischen Kulturen Mitteleuropas dagegen nur einige Hundert Jahre.
Bei der räumlichen Verteilung gleichzeitiger Merkmale einer postulierten Kultur sind ein relativ geschlossenes Verbreitungsgebiet und eine relative Mindestgröße (=Mindestanzahl von Fundstellen) ausschlaggebend, allerdings nicht zwingend. Auch hier gilt: Bei fließenden Übergängen erfolgt die Grenzziehung willkürlich. Kommen z. B. in einem Gebiet die Merkmale A, B, C und D vor und in einem benachbarten Gebiet gleichzeitig die Merkmale C, D, E und F, könnten zwei hypothetische Kulturen anhand der Verbreitungen der Merkmale A und B einerseits und E und F andererseits postuliert werden.
Leitformen
Typische Artefakte einer Kultur werden in Anlehnung an paläontologische Leitfossilien in der Archäologie als Leitformen bezeichnet.
Eine begrifflich festgelegte hierarchische Gliederung der archäologischen Kulturen in räumliche und zeitliche Überkategorien fehlt weitgehend, bzw. wird von der Forschung für bestimmte Einheiten dynamisch entwickelt, die Trichterbecherkultur wird z. B. in weitere räumliche Untergruppen untergliedert, die sich – forschungsgeschichtlich bedingt – wiederum aus einzelnen zumeist als Kulturen bezeichneten Einheiten zusammensetzen. Versuche der Umbenennungen solch weit verbreiteter Kulturerscheinungen zum Zwecke der besseren Übersicht wie etwa der Glockenbecherkultur in Glockenbecherphänomen (Christian Strahm) scheitern zumeist an den etablierten alten Begriffen. So ist auch das Verhältnis der Begriffe archäologische Kultur und archäologische Gruppe nicht eindeutig geklärt; beide werden sowohl synonym als auch zur Bezeichnung verschiedener hierarchischer Gliederungsebenen genutzt (meist Kultur über Gruppe).

## Nomenklatur
Die Benennung der archäologischen Kulturen folgt keinen festen Regeln. Sie werden z. B. benannt nach:
- dem ersten Fundort (z. B. Starčevo-Kultur, Baalberger Kultur, Rössener Kultur, La-Tène-Kultur);
- dem an Flussläufen festgemachten Verbreitungsgebiet (z. B. Körös-Kultur, Saône-Rhône-Kultur, Theiß-Kultur);
- den Bestattungssitten (z. B. Einzelgrabkultur, Hügelgräberkultur, Urnenfelderkultur);
- der Keramik-Verzierung oder -Leitform (z. B. Linienbandkeramik oder Trichterbecherkultur);
- anderen typischen Artefakten (z. B. Streitaxtkulturen, Bootaxtkultur) oder etwa
- ihren Bauwerken (z. B. Nuraghenkultur).

Bei archäologischen Kulturerscheinungen, die heutige Länder- und Sprachgrenzen übergreifen, kommt erschwerend hinzu, dass oft Mehrfachbenennungen für ein und dieselbe archäologische Kultur existieren, so wird z. B. der Kulturkomplex der späten Früh- bis Mittelbronzezeit in Niederösterreich als Böheimkirchener Gruppe/Kultur, in der Südwestslowakei als Mad'arovce Kultur und in Mähren als Věteřov-Kultur bezeichnet.

## Verwendung des Begriffs
Die meist willkürliche Abgrenzung der archäologischen Kulturen untereinander und ihre im Einzelnen sehr verschiedenen, manchmal mehr von der Forschungsgeschichte als vom Forschungsgegenstand selbst geprägten Definitionen verdeutlichen, dass es sich um rein künstliche Gebilde handelt, die – zumindest pauschal – nie mit Ethnien, Sprachgruppen oder „Lebendkulturen“ gleichgesetzt werden dürfen.
Bei der Definition von archäologischen Kulturen wird „[e]thnische Identität […] räumlich definiert.“ Bei der üblichen summativen Kartierung von Einzelobjekten werden „relativ beliebige Objekte ausgewählt und über- bzw. nebeneinander kartiert“ und aus ihrem Kontext gelöst. Aus ähnlichen Verbreitungsbildern wird eine Verbindung zwischen unterschiedlichen Objekten konstruiert, was zu einem Zirkelschluss führt, „weil sie [die Objekte] ein ähnliches Verbreitungsbild zeigen, und dieser Umstand wiederum als Beweis dafür gilt, dass zwischen diesen Objekten ein inhaltlicher Zusammenhang besteht“.
Die Gliederung der immens vielfältigen archäologischen Hinterlassenschaften in Einheiten dient der anders gar nicht zu bewältigenden Übersichtlichkeit und Konventionalisierung – mithin als Grundlage für jede weiterführende Erforschung der im eigentlichen Sinne kulturellen, besser: kulturanthropologischen Phänomene.